# Прапор КНР
Прапор Китайської Народної Республіки, П'ятизірковий червоний прапор (кит. спр. 五星红旗, піньїнь: wǔ xīng hóng qí) був розроблений Цзен Ляньсуном (кит. трад. 曾聯松, спр. 曾联松, піньїнь: Zēng Liánsōng, 1917—1999), економістом та актором з провінції Чжецзян, та затверджений 1 жовтня 1949 року на Народній політичній консультативній раді. Червоний колір прапора символізує революцію, комунізм. Велика п'ятипроменева жовта зірка у лівому верхньому куті — Комуністичну партію Китаю, а дуга з чотирьох малих зірок — чотири класи населення: робітників, селян, інтелігенцію та «патріотичну буржуазію». Пропорції: 2:3. Малі зірки втричі менші за велику зірку.

## Військові прапори

Збройні сили
Армія
Флот
Повітряні сили
Ракетні війська

## Особливі адміністративні райони
| Прапор | Затверджений | Використання    | Опис |
| ------ | ------------ | --------------- | --- |
|        | 1990 –       | Прапор Гонконгу | Прапор являє собою стилізовану білу квітку Гонконгської орхідеї з п'ятьма пелюстками на червоному тлі. У кожній пелюстці зображена червона зірка, від якої до центру відходить червона вигнута лінія, яка разом із зіркою нагадує тичинки квітки. Пропорції прапору: 2:3.       |
|        | 1999 –       | Прапор Макао    | Прапор складається зі світло- зеленого полотнища, у центрі якого розміщено білу квітку лотоса та воду, зображену білими лініями. Над квіткою розташовано дугу з п'яти золотих п'ятипроменевих зірок: однією великою в центрі дуги й чотирьох маленьких. Пропорції прапору: 2:3. |